# René Andioc
René Andioc o Renat com signà alguna vegada (Cervera de la Marenda, 11 d'abril del 1930 - Mirapeis de Tarn, 14 de març del 2011) va ser un hispanista nord-català.

## Biografia
Entre 1948 i 1951 es llicencià en espanyol a la universitat de Montpeller, amb un diploma de llengua i literatura catalanes. Va ser professor, primer, i catedràtic d'institut, després, a Mende, Montpeller i Lilla (1951-1955); posteriorment ingressà a l'ensenyament universitari, i entre 1957 i 1963 va ser professor adjunt de llengua i literatura espanyoles a l'Institut d'Estudis Ibèrics i Iberoamericans de la universitat de Bordeus. A Madrid, entre 1963 i 1965, treballà a l'Escuela de Altos Estudios Hispánicos de la Casa de Velázquez (una institució cultural francesa). De tornada a França, tingué la càtedra de llengua i literatura espanyoles de la universitat de Pau (1965-1979). El 1969 es doctorà a la universitat de Tolosa amb una tesi sobre Leandro Fernández de Moratín. Fou catedràtic (1979-1990) de llengua i literatura espanyoles a la universitat de Perpinyà, hi dirigí el departament de català i presidí el Centre d'Estudis i Investigacions Catalans. Un cop jubilat, romangué a la universitat rossellonesa com a catedràtic emèrit dedicat a la investigació.
En el camp intel·lectual, Andioc va ser un expert en el camp de la literatura espanyola del segle xviii, especialitzat en literatura teatral. Edità un gran nombre de textos del període, i es dedicà especialment a Moratín; edicions d'obres d'aquest autor, com Diario mayo 1780-marzo 1808, La Comedia Nueva i El sí de las niñas, aparegueren en diverses editorials i col·leccions al llarg dels anys. Algunes de les seves edicions literàries foren realitzades conjuntament amb la seva muller, Mireille Coulon.

## Obres
- Cartelera teatral madrileña del siglo XVIII (1708-1808).  Toulouse: Presses Universitaires du Mirail, 1996 (Anejos de Criticón, 7). ISBN 2858162859.
- «De algunos enigmas histórico-literarios». A: Estudios dieciochistas en homenaje al profesor José Miguel Caso González. vol. 1.  Oviedo: Instituto Feijoo de Estudios del Siglo XVIII, 1995, p. 63-77. ISBN 848952100X.
- Del siglo XVIII al XIX estudios histórico-literarios.  Zaragoza: Prensas Universitarias de Zaragoza, 2005 (Humanidades, 51). ISBN 8477337705.
- «Doña María Pacheco, ¿mensaje preliberal?». A: Ideas en sus paisajes. Homenaje al profesor Russell P. Sebold.  Alicante: Universidad de Alicante, 1999, p. 71-84. ISBN 8479085290.
- «"Eloge du Dr. Antoni Badia i Margarit, ancien Recteur de l'Université de Barcelone, Docteur «honoris causa» de l'Université de Perpignan", a la Biblioteca Virtual Miguel de Cervantes», 07-11-1989.
- «En torno a los cuadros del Dos de Mayo». Boletin del Museo e Instituto "Camón Aznar", 51, 1993, pàg. 133-165. ISSN: 0211-3171.
- Goya, letra y figuras.  Madrid: Casa de Velázquez, 2008 (Collection de la Casa de Velázquez, 103). ISBN 9788496820159.
- Andioc, Renat (presentació). Jeux Floraux du Genêt d'or 1988.  Perpinyà: ed. du Castillet, 1988.[Enllaç no actiu]
- «Justa repulsa de iniquas acusaciones». A: Hommage à Robert Jammes.  Toulouse: Presses universitaires du Mirail, 1994, p. 19-36 (Anejos de Criticón, 1). ISBN 285816245X.
- «Leandro Fernández de Moratín». A: Patrimoine litteraire europeen, actes du colloque international, Namur, 26, 27 et 28 de novembre 1998.  Bruxelles: De Boeck Université, 2000, p. 613-622. ISBN 2804135888.
- «Más sobre traducciones castellanas de Molière». A: El Teatro español del siglo XVIII. t. I.  Lleida: Universitat de Lleida, 1996, p. 45-53. ISBN 8488645716.
- «Moratín, inspirateur de Goya?». A: Goya, regards et lectures.  Aix en Provence: Publications de l'Université de Provence, 1982, p. 25-32.[Enllaç no actiu]
- Andioc, Annie (edició). Moratín y Goya: artículos y otros escritos de René Andioc.  Madrid: Publicaciones de la Asociación de Directores de Escena de España, 2012 (Debate, 18). ISBN 9788492639298.
- «Sobre Moratín y Goya». A: Goya y Moratín en Burdeos 1824-1828 [Catálogo de la exposición en el Museo de Bellas Artes de Bilbao, 1998].  Bilbao: Museo de Bellas Artes de Bilbao-Fundación BBK, 1998, p. 9-36 (Serie minor, 3). ISBN 848718443X.
- Sur la querelle du théâtre au temps de Leandro Fernández de Moratín.  Bordeaux: Féret & fils, 1970 (Bibliothèque de l'Ecole des Hautes Etudes Hispaniques, XLIII).
- «Teatro y público en la época de El si de las niñas (Colloque de sociologie de la littérature, Madrid, Casa de Velázquez, 27-28 avril 1972)». A: Creación y público en la literatura española.  Madrid: Castalia, 1974, p. 93-110 (Literatura y sociedad, 5). ISBN 8470391739.
- Teatro y sociedad en el Madrid del siglo XVIII. 2a edició.  Madrid: Fundación Juan March-Ed. Castalia, 1987 (Literatura y sociedad, 43). ISBN 8470395068. Text digitalitzat: «"Teatro y sociedad", a la Biblioteca virtual Miguel de Cervantes». [Consulta: 1r març 2015].
- «Le théâtre au XVIIIe siècle». A: Histoire de la littérature espagnole. vol. II.  París: Fayard, 1994, p. 96-124. ISBN 2213029431.
- «Une "zarzuela" retrouvée: El barón, de Moratín». Mélanges de la Casa de Velázquez, 1, 1965, pàg. 289-321.[Enllaç no actiu]

### Edicions de textos
- Fernández de Moratín, Leandro; Andioc, René (edició i notes); Dowling, John. La Comedia nueva. El sí de las niñas.  Madrid: Castalia, 1969 (col. Clásicos Castalia, 5). Reeditada repetidament
  -  La comedia nueva. El sí de las niñas.  Madrid: Espasa Calpe, 1986 (col. Austral, 69). Reeditada repetidament («21a. edició (1992)».)
- Fernández de Moratín, Leandro; Andioc, René (edició); Andioc, Mireille (edició). Diario (Mayo 1780 - Marzo 1808).  Madrid: Castalia, 1967. Edició digitalitzada «Diario: (Mayo 1780-Marzo 1808), a la Biblioteca virtual Miguel de Cervantes». [Consulta: 1r març 2015].
- Fernández de Moratín, Leandro; Andioc, René (edició). Epistolario.  Madrid: Castalia, 1973 (col. Ediciones críticas).
- Gálvez, María Rosa de; Andioc, René (edició, introducció i notes). La familia a la moda, comedia en tres actos y en verso.  Salamanca-Cádiz: Universidad de Salamanca-Servicio de Publicaciones de la universidad de Cádiz, 2002 (col. Scripta Manent, 1). ISBN 8489109303.
- García de la Huerta, Vicente; Andioc, René (edició, introducció i notes). Raquel.  Madrid: Castalia, 1971 (col. Clásicos Castalia, 28). Diverses reedicions
- Duque de Rivas; Andioc, René (edició). Don Álvaro o La fuerza del sinó.  Madrid: Espasa Calpe, 2001 (col. Centenario). ISBN 8423987051.